# ريتشول الترفيهية
 ريتشول الترفيهية (بالإنجليزية: Ritual Entertainment) هي شركة تطوير ألعاب فيديو أنشأها روبرت أتكينز عام 1996، ومارك دوشترمان، وجيم دوسيه، وريتشارد 'ليفورد' جراي، ومايكل هادوين، وهاري ميلر، وتوم موستين. مقرها في دالاس، تكساس، كانت الشركة تُعرف سابقًا باسم هبنوتيك إنتراكتف (Hipnotic Interactive)، وخلال هذه الفترة بدأوا تطوير لعبة الفيديو المميزة SiN.

## التاريخ
ساهم أعضاء فريق تطوير ريتشول للترفيه بوضع تسمية لمجموعة من الألعاب مثل أميريكان مكغي أليس وميديل أوف أونر: إيربرون و : تومب رايدر: ليجند و 25 to Life ، وهم أيضًا منشئو "Übertools" لـ إد تيك 3 ، الذي تم ترخيصه لعدد من الألعاب الأُخرى.
بعد وقت قصير من توقيع هبنوتيك إنتراكتف، ادعى الناشر أكتيفجن أن فريق هبنوتيك كانوا في الجوهر فريق التطوير للعبة دوك نوكيم 3 دي. لكن مطور 3 دي ريالمز للعبة نفوا ذلك بشدة، قائلًا إن خمسة فقط من هبنوتيك إنتراكتف كانوا موظفين سابقين في 3دي ريالمز، ومن هؤلاء الخمسة فقط كان لهم دور مهم في صنع Duke Nukem 3D .
في 24 يناير 2007، أعلن المطور MumboJumbo عن شراء ريتشول للترفيه. من خلال هذا الاستحواذ، تم تغيير تركيز الشركة على الألعاب التقليدية إلى ألعاب الغير رسمية، وأساسًا «تعطيل» سلسلة ألعاب ريتشول الأخيرة من لعبة حلقات سين ، بعد إطلاق حلقة واحدة فقط من التسع المخططة.
وجاءت عملية الشراء بعد شهور من مغادرة العديد من الموظفين الرئيسيين بما في ذلك المدير التنفيذي ستيف نيكس الذي أصبح مديرًا لتطوير الأعمال في إد سوفتوير، نائب الرئيس والمؤسس المشارك توم موستين الذي غادر لتأسيس Escalation Studios. بعد عدة أشهر من الاستحواذ، ترك مدير العلاقات المجتمعية ستيف هيسيل الشركة للانضمام إلى Splash Damage.
قبل الإعلان، في 6 كانون الأول (ديسمبر) 2006، أعلنت ريتشول عن تعيين كين هاروارد كمدير استوديو جديد للشركة.

## تطوير الألعاب
| Year | Title                                         |      |                                              |
| ---- | --------------------------------------------- | ---- | -------------------------------------------- |
| Year | Title                                         | 1997 | Quake Mission Pack No. 1: Scourge of Armagon |
| 1998 | SiN                                           |      |                                              |
| 2000 | Heavy Metal: F.A.K.K. 2                       |      |                                              |
| 2000 | Blair Witch Volume III: The Elly Kedward Tale |      |                                              |
| 2003 | Star Trek: Elite Force II                     |      |                                              |
| 2003 | Legacy of Kain: Defiance                      |      |                                              |
| 2004 | Counter-Strike: Condition Zero                |      |                                              |
| 2004 | Delta Force: Black Hawk Down: Team Sabre      |      |                                              |
| 2006 | SiN Episodes                                  |      |                                              |
| 2006 | 25 to Life                                    |      |                                              |

## روابط خارجية
- ريتشول- ريتشول في مجتمع الإنترنت نسخة محفوظة 17 مارس 2008 على موقع واي باك مشين.